# 小烏克蘭卡
47°39′55″N 31°57′16″E / 47.66528°N 31.95444°E
小烏克兰卡（烏克蘭語：Малоукраїнка），是烏克蘭南部尼古拉耶夫州沃兹涅先斯克区葉拉涅茨市鎮的村落。始建於1922年，面積0.67平方公里，海拔高度98米，2001年人口304，人口密度每平方公里453.7人。